# Бліндешть
Блінде́шть (рум. Blindești) — село в Унгенському районі Молдови, у складі комуни, адміністративним центром якої є село Скулень. Розташоване у північно-західній частині району за 18 км від районного центру — міста Унгенів та за 7 км від залізничної станції Бучумень.

## Історія
Село відоме з 1860 року. За радянських часів було у складі Скуленьської сільської ради. В селі працювала бригада  радгоспу «Прикордонник», центральна садиба якого знаходилася у Скуленї. Станом на початок 1980-х років в селі діяли восьмирічна школа, Будинок культури, бібліотека, фельдшерсько-акушерський пункт, дитячі ясла-садок.

## Населення
За даними перепису населення 2004 року у селі проживали 612 осіб.
Національний склад населення села:
| Національність       | Кількість осіб | Відсоток   |
| -------------------- | -------------- | ---------- |
| молдавани румуни     | 600 1          | 98,0% 0,2% |
| росіяни              | 9              | 1,5%       |
| гагаузи              | 1              | 0,2%       |
| інша / без відповіді | 1              | 0,2%       |
| Всього               | 612            | 100%       |